# Primærrute 42
De Primærrute 42 is een hoofdweg in Denemarken. De weg loopt van Aabenraa naar Lovtrup, bij Tinglev. De Primærrute 42 loopt over het schiereiland Jutland en is ongeveer 17 kilometer lang.